# Ministère fédéral des Expulsés, des Réfugiés et des Blessés de guerre
Le ministère fédéral des Expulsés, des Réfugiés et des Blessés de guerre (Bundesministerium für Vertriebene, Flüchtlinge und Kriegsgeschädigte) était un ministère du Gouvernement fédéral ouest-allemand créé en 1949. Il avait pour mission de mener la politique concernant l’intégration des réfugiés et les affaires des blessés de guerre.
Il est dissous en 1969 et ses compétences sont réparties entre les autres ministères.

## Ministres
| Nom                                                                           | Nom                      | Dates du mandat | Dates du mandat | Parti   | Cabinet            |
| ----------------------------------------------------------------------------- | ------------------------ | --------------- | --------------- | ------- | ------------------ |
|                                                                               | Hans Lukaschek           | 20/09/1949      | 20/10/1953      | CDU     | Adenauer I         |
|                                                                               | Theodor Oberländer       | 20/10/1953      | 04/05/1960      | BHE/CDU | Adenauer II et III |
|                                                                               | Hans-Joachim von Merkatz | 27/10/1960      | 14/11/1961      | CDU     | Adenauer III       |
|                                                                               | Wolfgang Mischnick       | 14/11/1961      | 11/10/1963      | FDP     | Adenauer IV et V   |
|                                                                               | Hans Krüger              | 17/10/1963      | 07/02/1964      | CDU     | Erhard I           |
|                                                                               | Ernst Lemmer             | 19/02/1964      | 26/10/1965      | CDU     | Erhard I           |
|                                                                               | Johann Baptist Gradl     | 26/10/1965      | 30/11/1966      | CDU     | Erhard II          |
|                                                                               | Kai-Uwe von Hassel       | 01/12/1966      | 05/12/1969      | CDU     | Kiesinger          |
|                                                                               | Heinrich Windelen        | 07/12/1969      | 21/10/1969      | CDU     | Kiesinger          |
| Titre du portefeuille : - 1954–1969 : Expulsés, Réfugiés et Blessés de guerre |                          |                 |                 |         |                    |

## Source
- (de) Cet article est partiellement ou en totalité issu de l’article de Wikipédia en allemand intitulé « Bundesministerium für Vertriebene, Flüchtlinge und Kriegsgeschädigte » (voir la liste des auteurs).